# Örslösa kyrka
Örslösa kyrka är en kyrkobyggnad som tillhör Södra Kållands pastorat i Skara stift. Den ligger i kyrkbyn Örslösa i Lidköpings kommun.

## Kyrkobyggnaden
En tidigare medeltida kyrka revs till viss del 1799. Man lät dock skona kyrktornet och västra väggen som ingår i nuvarande kyrkobyggnad som uppfördes året därpå. Det medeltida kyrktornet byggdes också på. Ritningarna var utförda av Carl Fred vid Överintendentämbetet. Vid en restaurering 1902 fick kyrkan sitt nuvarande utseende. Då tillkom även ny predikstol, ny altaruppsats och ny bänkinredning. Kyrkan genomgick en omfattande inre renovering och återinvigdes 3 juni 2007.
Under 2013 utfördes en ombyggnad av kyrkobyggnaden som nu rymmer både församlingshem och kyrkolokal. Samtidigt gjordes en tillbyggnad, på sydsidan, med pentry, toaletter och en entré.
Nuvarande kyrka, som uppfördes 1800, består av ett rektangulärt långhus med ett fullbrett rakt avslutat kor i öster. I väster finns ett smalare kyrktorn som härstammar från medeltiden. Tornet är byggt av sandstenskvadrar, medan övriga kyrkan är byggd av gråsten. Fasaderna är spritputsade och vitmålade. Långhus och kor är täckta med ett sadeltak som är valmat över koret och täckt med grått skiffer. Torntaket är utsvängt nedtill och klätt med skiffer. Vid varje sida av torntaket finns en urtavla.

## Inventarier
- Den polygona, gråmålade predikstolen tillverkades 1902 efter ritningar av arkitekt Axel Lindegren.
- Dopfunten av gnejs skänktes till kyrkan 1958 av Astrid Johansson i Stockholm. Cuppan är cylindrisk och dekorerad med en duva i relief.
- Orgeln på elva stämmor är tillverkad 1962 av Smedmans Orgelbyggeri.
- En dopfuntsfot och en liljesten härstammar från medeltiden.
- Tre kistor i koppar finns nedsatta under koret, två vuxenkistor och en barnkista.